# Plaza de toros de Fuentes de León
Situada en la provincia de Badajoz, la plaza de toros de Fuentes de León está catalogada como de tercera categoría. Cuenta con un aforo para 2.500 espectadores. La localidad pacense pertenece a la comarca de Tentudía. Está situada a límite provincial con la provincia de Huelva.

## Historia
La inauguración oficial del coso taurino data del año 1881, aunque hasta octubre de 1885 no se celebra un festejo taurino, cuando se lidiaron reses de la ganadería de Don Álvaro Montero para El Espartero. Según recogen algunos documentos de la época, la presencia del diestro obedece al agradecimiento a los vecinos de Fuentes de León que le ayudaron a la recuperación de una cogida que tuvo cuando los festejos tenían lugar en la plaza del pueblo.
El lugar elegido para la construcción de la plaza de toros fue un olivar cedido de manera gratuita por un vecino de la localidad: Don Ceferino Uceda Melchor. La construcción fue llevada a cabo por los propios vecinos. El esfuerzo de todos ellos fue lo que hizo posible que la plaza fuese una realidad.
El coso cuenta con todas las instalaciones necesarias para el desarrollo de festejos taurinos. Desde un cuidado ruedo, corrales, patio de caballos y enfermería. El conjunto constituye una interesante creación arquitectónica del siglo XIX, donde hay que destacar sus bóvedas de ladrillo que mantienen toda la estructura de los tendidos. A destacar también, sus gradas de mampostería, a excepción de las cuatro primeras, forradas de pizarra.
La titularidad del edificio es municipal. El consistorio es el encargado de realizar las diferentes obras de mejora y mantenimiento del inmueble.

## Hitos
En este coso pacense, el primer indulto ocurrió el 21 de junio de 2013. Fue a un novillo de la ganadería de El Cahoso, lidiado por Lama de Góngora.

## Feria taurina
Los meses de mayo, junio y agosto son fechas en las cuales se vienen celebrando festejos taurinos en este coso pacense.